# 六盤山
六盤山（ろくばんさん、拼音：Liùpán Shān）は、中華人民共和国寧夏回族自治区固原市原州区にある山。海抜2928mである。

## 概要
陝西省・甘粛省の交通路にあたり山は険しく狭い山道が頂上に達するまで六重にもぐるぐると渦巻いているためこの山名がついた。昔は絡盤山ともいった。
他に長征を記念する六盤山紅軍長征記念館や六盤山国家森林公園などを有し、後者は中国観光地AAAA級に属している。

## 歴史
1227年、モンゴル帝国の初代皇帝で元の太祖チンギス・カンは西夏遠征中にこの山に避暑し狩猟中に落馬、その傷がもととなりこの地で死去した。これ以後も六盤山はモンゴル軍の重要拠点として機能しており、第4代皇帝モンケが南宋に親征した際にも後方基地として用いられている。モンケの死後即位したクビライは自らの第2子マンガラを安西王に封じて陝西一帯を領地として与え、六盤山は安西王家の夏営地として用いられた。
1276年、安西王マンガラがシリギの乱鎮圧のため北方で出陣している最中にオゴデイ王家の南平王トゥクルクは六盤山に於いて反乱を起こしたが、チャガタイ家武将でオングト部出身の趙国安によって鎮圧された。
江西省瑞金県を根拠地としていた毛沢東率いる紅軍は、1934年夏に国民党軍の数度に亘る包囲攻撃を受けて瑞金から撤退し、追撃を受けながらも苦難の末、12500km移動して延安根拠地にたどり着くが、みちのり最後の難関がこの六盤山だった。1935年10月この山に到達し『清平楽・六盤山』の詩を詠んだ。

## 『清平楽・六盤山』
晩秋の高い空を見上ての清爽な感傷と北方の強い秋風にふかれての豪快な心境をうたったもの。前段、第一句、第二句に無量の感慨がこもっておりついで第三、第四句の展開はまるで名優の舞台芸を見るようで後段の緊張しきった格調はそのまま舞台の豪放な歌声と化して耳に聞こえてくる。最後の一句は歴史へ挑む作者の宣言とされる。
| 清平楽・六盤山 | 清平楽・六盤山             | 清平楽・六盤山                                                                     |
| 原文           | 書き下し文                 | 通釈                                                                               |
| -------------- | -------------------------- | ---------------------------------------------------------------------------------- |
| 天高雲淡       | 天高し雲淡し               | どこまでも高く青く澄み渡り白雲が鳥の羽のように軽く一つ二つ浮かんでいる             |
| 望断南飛雁     | 望断南に飛ぶ雁             | その空を雁の列が南へ飛ぶ                                                           |
| 不到長城非好漢 | 長城に到らざれば好漢に非ず | われわれはまだまだ北進するのだ。長城へ着かないうちに落伍するような奴は男じゃないぞ |
| 屈指行程二萬   | 指を屈れば行程二萬         | それにしても指折り数えれば二万里も踏破してきたのだなあ                             |
| 六盤山上高峰   | 六盤山の高い峰に           | 六盤山の高い峰に                                                                   |
| 紅旗漫捲西風   | 紅旗漫りに捲かる西風に     | 先発隊の赤旗が西風にひるがえっている                                               |
| 今日長纓在手   | 今日長き纓手に在り         | 今や昔の武将が敵を降参させるときに使った長纓はわれわれ紅軍の手にある               |
| 何時縛住蒼龍   | 何の時か蒼龍を縛り住げん   | かの巨大な蒼龍を縛り上げて歴史を大きく変えるのはいつであろうか                     |